# Pryteria intensa
Pryteria intensa är en fjärilsart som beskrevs av Rothschild 1935. Pryteria intensa ingår i släktet Pryteria och familjen björnspinnare. Inga underarter finns listade i Catalogue of Life.